# Martin Hägglund
Martin Hägglund (nacido el 23 de noviembre de 1976) es un filósofo, teórico literario y académico sueco especialista en literatura modernista. Es profesor de Literatura Comparada y Humanidades en la Universidad de Yale. También es miembro de la Harvard Society of Fellows, sirviendo como Junior Fellow de 2009 a 2012. Es el autor de This Life: Secular Faith and Spiritual Freedom (2019), Dying for Time: Proust, Woolf, Nabokov (2012), Radical Atheism: Derrida and the Time of Life (2008), y Kronofobi: Esséer om tid och'ndlighet (Chronophobia: Essays on Time and Finittude, 2002).

## Obras

### Radical Atheism
Radical Atheism es una contribución importante a la teoría de la deconstrucción, ofreciendo un relato novedoso del pensamiento de Jacques Derrida sobre el tiempo y el espacio, la vida y la muerte, el bien y el mal, el yo y el otro. En contra de la noción predominante de que en el pensamiento de Derrida se dio un "giro" ético o religioso, Hägglund argumenta que un ateísmo radical impregna su trabajo de principio a fin. Tradicionalmente, el ateísmo se ha limitado a negar la existencia de Dios y la inmortalidad, sin cuestionar el deseo de Dios y la inmortalidad. Por el contrario, el ateísmo radical busca demostrar que el deseo de una eternidad atemporal (inmortalidad) disimula el deseo de vivir en el tiempo (supervivencia). En lugar de depender de un ideal trascendente, todos nuestros compromisos presuponen una inversión y cuidado de la vida finita. Desarrollando un relato deconstructivo del tiempo, Häglund muestra cómo Derrida replantea la constitución de la identidad, la violencia de la ética, el deseo de religión y la emancipación política de acuerdo con la condición de finitud temporal.

### Dying for Time
Dying for Time ofrece nuevas lecturas acerca del problema de la temporalidad en los escritos de Marcel Proust, Virginia Woolf y Vladimir Nabokov. A partir del pensamiento de Sigmund Freud y Jacques Lacan, desarrolla una teoría original de la relación entre el tiempo y el deseo ("chronolibido"), abordando el duelo y la melancolía, el placer y el dolor, el apego y la pérdida.

### This Life
En This Life: Secular Faith and Spiritual Freedom (2019), Hägglund persigue una crítica del ideal religioso de la eternidad y recrea la fe en términos seculares como la forma fundamental del compromiso práctico. A través de nuevas interpretaciones de G.W.F. Hegel, Karl Marx y Martin Luther King Jr., Hägglund desarrolla las apuestas sociales y políticas de su crítica a la religión, argumentando que el trabajo bajo el capitalismo nos aleja de nuestra vida finita. Llamando a una revaluación de nuestros valores, Hägglund presenta una visión novedosa del socialismo democrático como una forma de vida postcapitalista en la que realmente podríamos poseer nuestro tiempo y reconocer nuestra libertad compartida. 